# 篦岳丘陵
篦岳丘陵（ののだけきゅうりょう）は、宮城県大崎市田尻町と遠田郡涌谷町とにまたがる丘陵地である。東西に長い丘陵地で、西側に標高224メートルの加護坊山、東側に標高236メートルの篦岳山の2つの主峰がある。これらの間はやや低くなっており、国道346号が南北に通っている。北側では迫川、南側では江合川がそれぞれ東流している。丘陵地の周囲は広大な水田地帯であり、山の頂上からは仙北平野全体を望むことが出来る。
奈良時代、当時日本では産出出来ないといわれていた黄金がここで産出され、奈良東大寺の大仏建立のために749年に献上された。丘陵の南麓には黄金山神社があり、学術調査によって神社周辺で砂金が採れることが証明された。
南麓に涌谷城（涌谷要害）があり、戦国時代には大崎氏家臣の涌谷氏の居城、江戸時代には伊達氏家臣の亘理氏（涌谷伊達氏）の居城だった。現在、城跡は城山公園になっており、桜の名所でもある。